# Joseph F. Guffey
Joseph F. Guffey, född 29 december 1870 i Westmoreland County, Pennsylvania, död 6 mars 1959 i Washington, D.C., var en amerikansk demokratisk politiker. Han representerade delstaten Pennsylvania i USA:s senat 1935-1947.
Guffey studerade vid Princeton University utan att utexamineras. Han stödde Woodrow Wilson i presidentvalet i USA 1912.
Guffey besegrade sittande senatorn David A. Reed i senatsvalet 1934. Han kandiderade sex år senare till omval och vann mot republikanen Jay Cooke. Guffey kandiderade till en tredje mandatperiod i senaten men förlorade stort i senatsvalet 1946 mot utmanaren Edward Martin.
Guffeys grav finns på West Newton Cemetery i Westmoreland County.